# 87142 Delsanti
87142 Delsanti è un asteroide della fascia principale. Scoperto nel 2000, presenta un'orbita caratterizzata da un semiasse maggiore pari a 2,7262776 au e da un'eccentricità di 0,2608456, inclinata di 18,17400° rispetto all'eclittica.